# Jacques Le Nantec
 (août 2021).
Jacques Le Nantec, pseudonyme de Jacques Métayer, né le 28 décembre 1940 à Nantes, est un sculpteur français.

## Biographie
Jacques Le Nantec naît en 1940.

### Formation

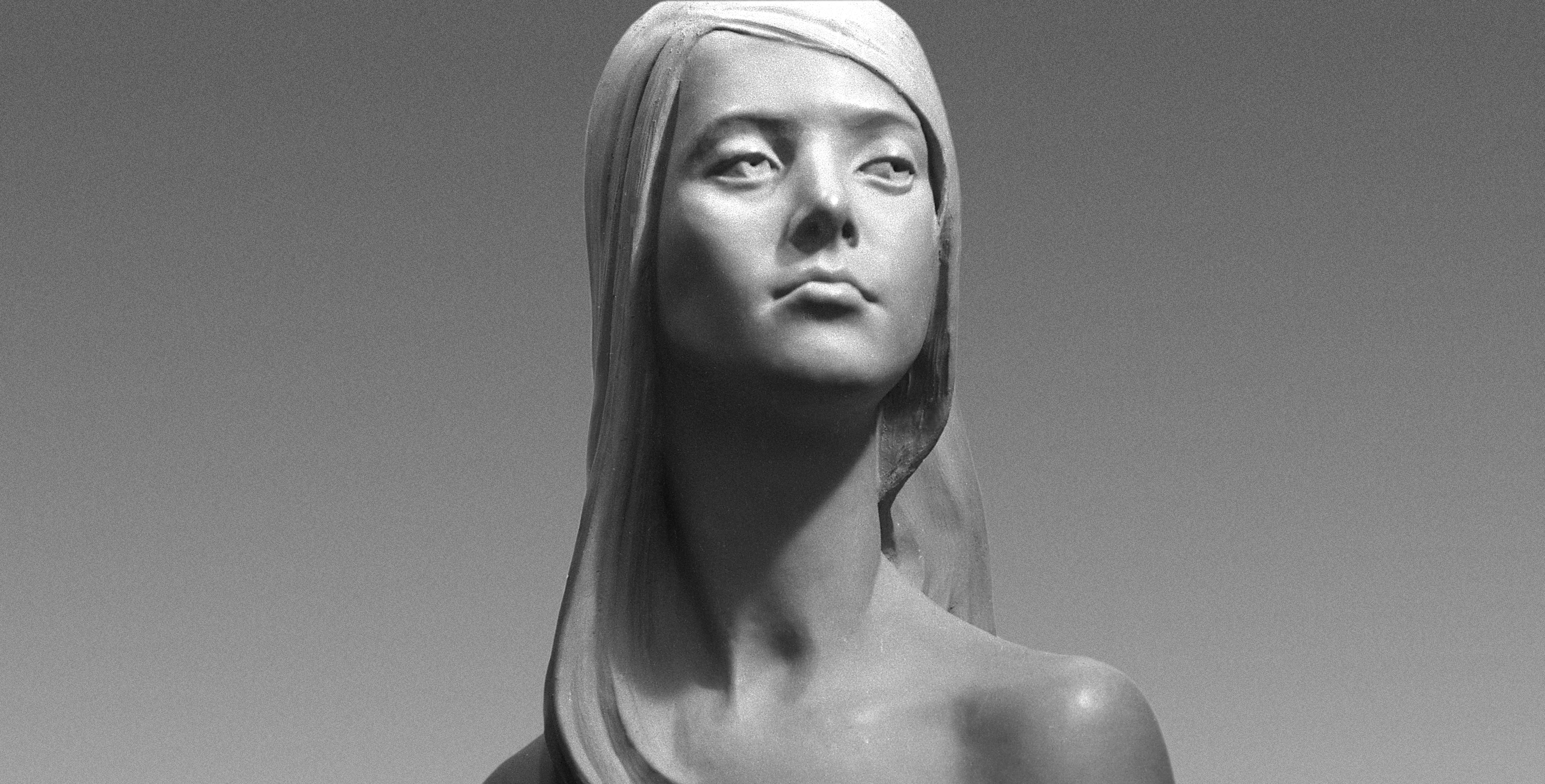
Buste de Catherine (1959), localisation inconnue.

Le jeune Jacques vit à Chambéry, où son père, militaire, vient d’être affecté. Il  se forme en autodidacte et en 1957, la galerie « Peuple et Culture », à Annecy, expose ses quinze premiers travaux. Deux ans plus tard, son père étant muté à Paris, Jacques accède à l’École nationale supérieure des beaux-arts, en section architecture, cependant, (atelier Noël Le Maresquier), pour satisfaire aux vœux de ses parents.
Ayant effectué son service militaire en Algérie, il rentre en 1962 et travaille tour à tour comme décorateur, dessinateur de bandes dessinées (journal Spirou) et modeleur de figures de cire.

### Les débuts

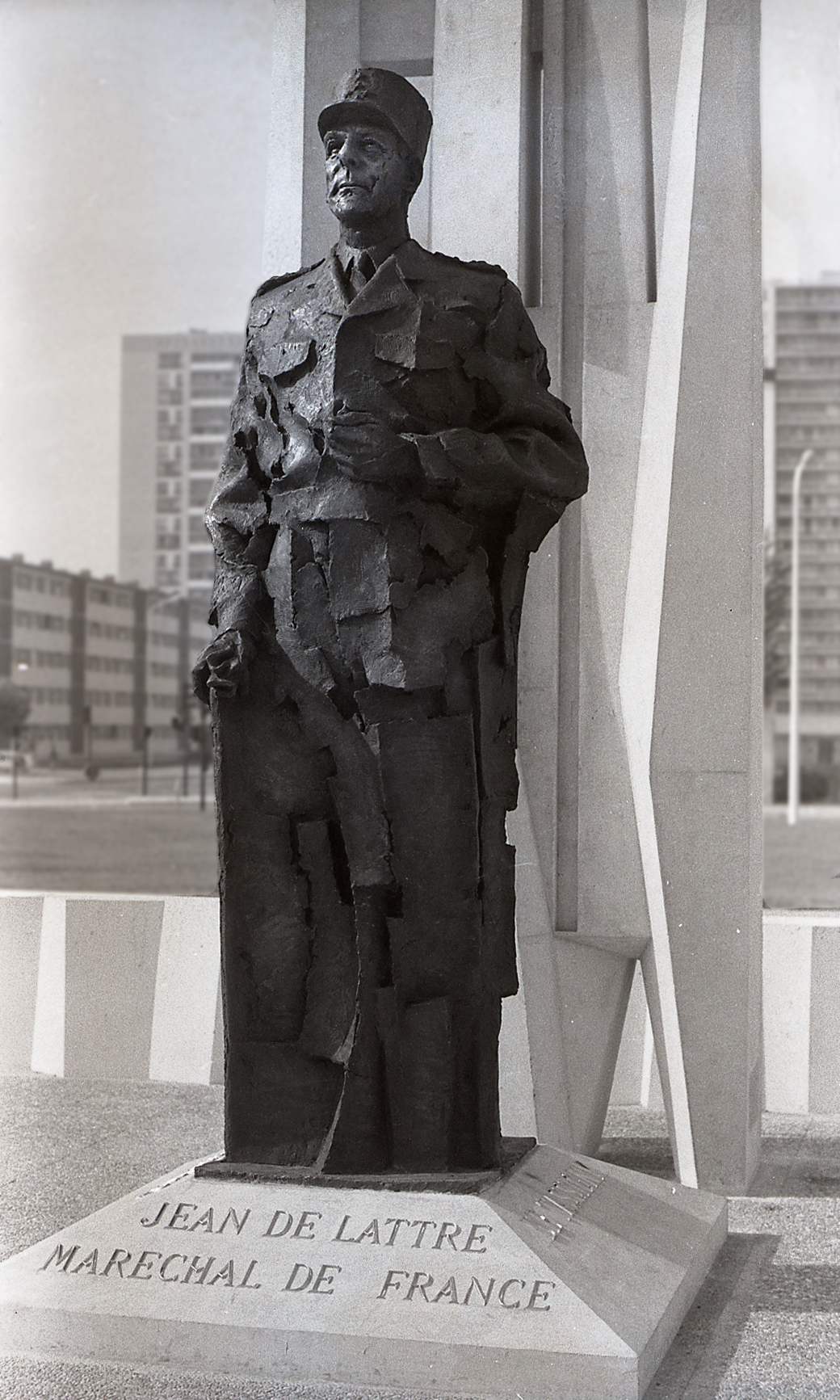
Monument au Maréchal Jean de Lattre de Tassigny (1970), Mantes-la-Jolie.

En 1964, Jacques Le Nantec épouse Annick Kauffmann (divorce en 1971). Établi dans les Yvelines, Jacques Le Nantec se dote d’un véritable atelier. L’exécution de nombreux bustes (notamment celui du Dr Pierre Schmidt, médecin et homéopathe), permet une certaine aisance.
En 1969, il réalise Le Petit Prince, pour une école maternelle (Le Val Fourré à Mantes-la-Jolie) et en 1970, sculpte le Monument au Maréchal Jean de Lattre de Tassigny, également à Mantes-la-Jolie, pour l’Association des Anciens de la 1re Armée.
Au bénéfice du 1 % artistique des édifices publics, il réalise Éclosion pour un collège à Marcigny.

### L’édition
Jacques Le Nantec se tourne aussi vers l’édition de sculptures. En 1974, ses collections réalisées en «polybronze» (résines chargées de grenaille de bronze) sont lancées en vente directe. Certaines sont signées «Gaumondy», du nom de la grand-mère de l’artiste, Francine Gaumondy.
En 1974, il épouse Armelle Le Caruyer de Lainsecq et le couple déménage en 1983 à Macao, y établissant sa « factory ». Ils participent à de nombreux salons internationaux: Ateliers d’Art, Frankfurt Messe, New York Art Expo, Hong Kong Art Fair, Singapour Art Fair, Europ’Art Genève, Shanghai Art Fair.

### La recherche

#### LesPtahs
Les Ptahs (exercice d'abstraction) sont l’expression d'un rêve plastique auquel l'artiste consacre dix ans de recherches. Mais la maîtrise du bronze demeure un souci majeur. Après des essais dans divers pays, c’est en Thaïlande près d’Ayutthaya qu’il implante une petite fonderie. Le Nantec rentre en France en 1993 et y reste durant huit ans, multipliant cependant les voyages entre Paris, Macao et la Thaïlande. En 2001, il revient s'établir à Macao.

#### Les météorites
Découvrant en 2005 les rochers de l’île de Coloane, l'artiste se projette dans un univers de météorites habitées.

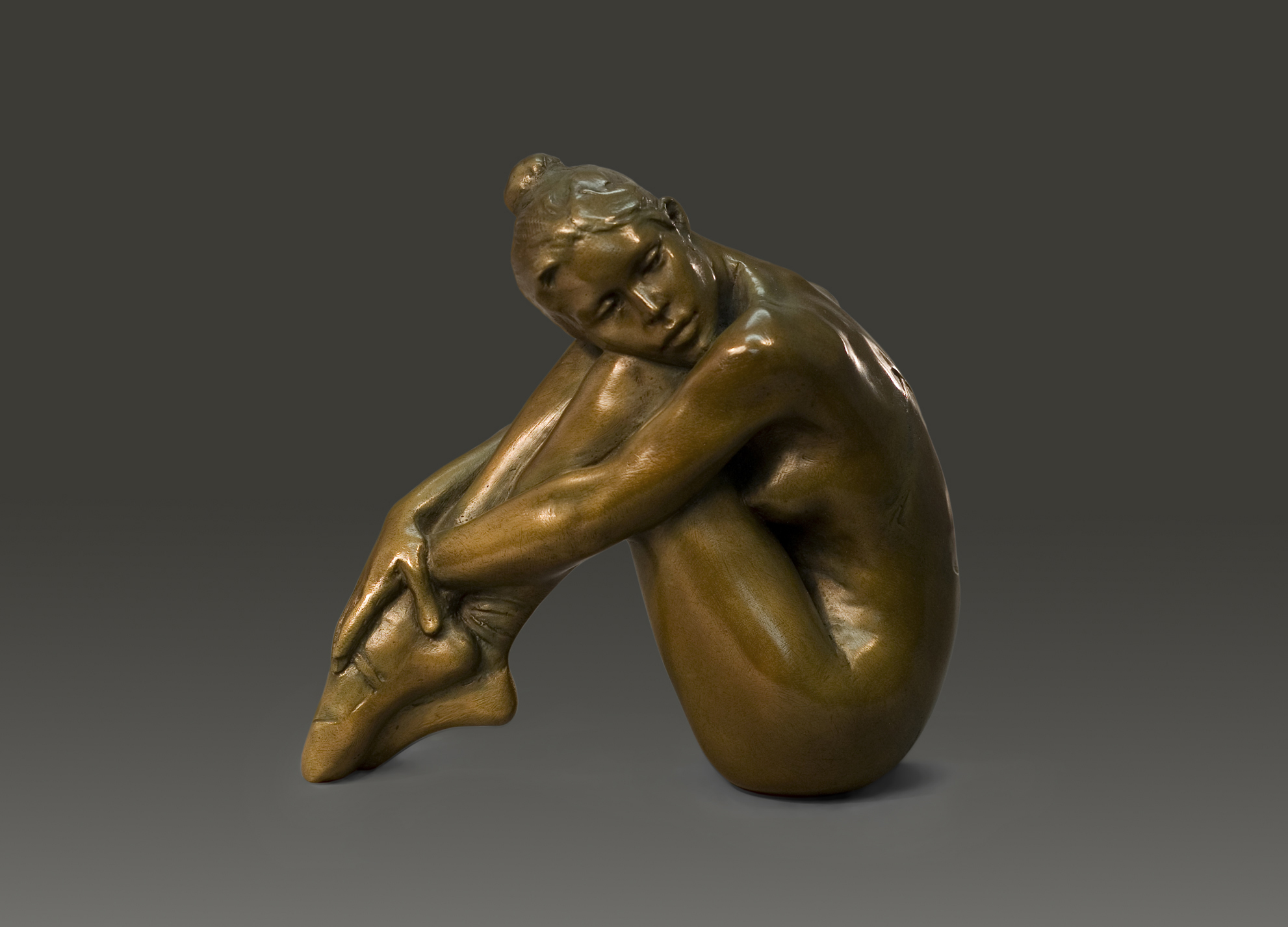
Sidonie (1981), localisation inconnue.
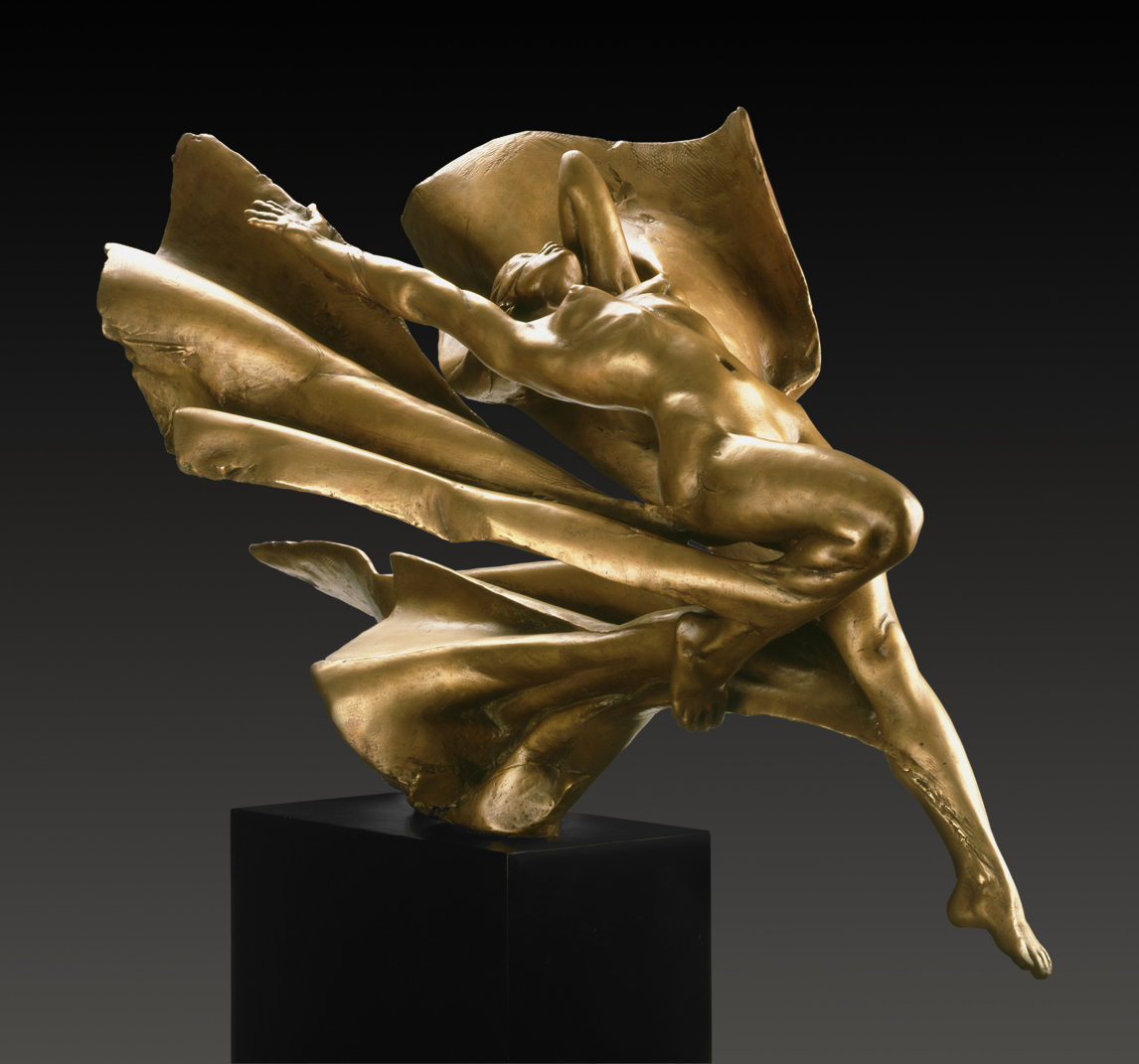
Ptah : L'envol (1985), localisation inconnue.
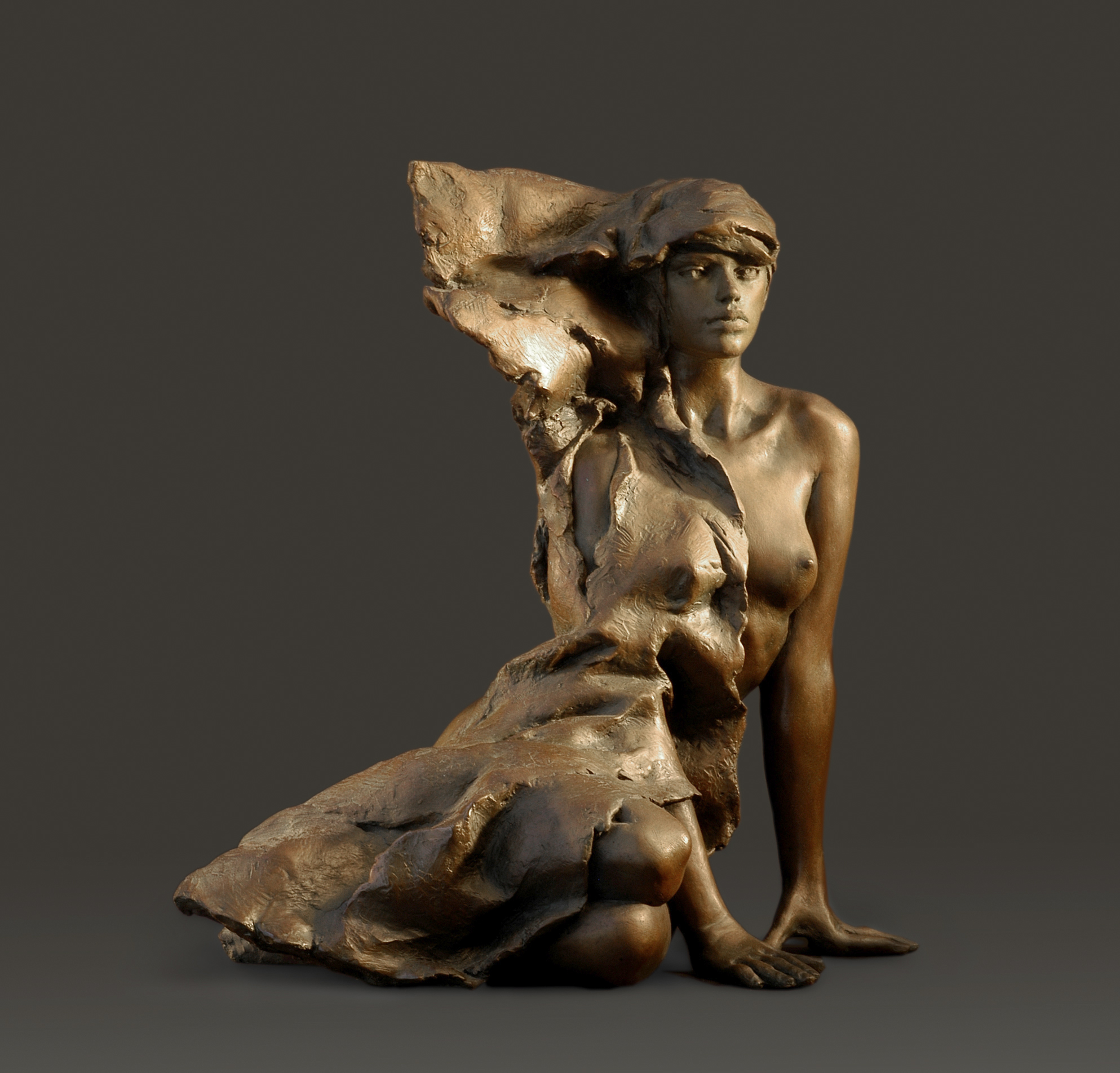
Drapés : Raphaëla (2000), localisation inconnue.